# Palatul Belvedere
Palatul Belvedere a fost construit pentru Eugen de Savoia, după planurile lui Johann Lukas von Hildebrandt, un reputat arhitect al perioadei barocului. Belvedere înseamnă în general loc cu vedere frumoasă, iar Palatul Belvedere oferă peste grădinile sale o astfel de priveliște asupra orașului Viena.

## Istoric
Deși părinții săi erau născuți în Italia, Prințul Eugen era francez și cunoștea foarte bine Castelul Versailles. Fiind exilat de Ludovic al XIV-lea, Eugen a devenit comandant al Sfântului Imperiu Roman și împreună cu bunul său prieten Ducele de Marlborough, au învins mai apoi armatele lui Ludovic al XIV-lea fiind răsplătiți cu palate. Cei doi generali erau cunoscuți sub sintagma „un suflet în două trupuri”.
Domeniul Belvedere are două castele, unul mai mare construit între 1720-1722 și un al doilea mai confortabil construit între 1714-1716. Prințul Eugen a locuit în acesta din urmă. Grădinile unesc cele două palate și sunt amenajate cu bazine de apă, fântâni, sculpturi, trepte și mici cascade. Tema întregului ansamblu este călătoria omului din întuneric către lumina divină. După moartea Prințului Eugen în anul 1736, domeniul a intrat în proprietatea Habsburgilor.
Cele două palate găzduiesc muzee. În palatul în care a locuit Prințul Eugen se găsește Muzeul Austriac de Artă Barocă. În celălalt palat se află Galeria Austrică de Artă, unde se găsesc tablouri din secolele XIX și XX.
Aici a fost semnat la 15 mai 1955 Tratatul de independență a Austriei.

### Parcul
În 1803 a fost făcută, în parcul de la Belvedere, prima grădină alpină din Europa. Astăzi peste 4000 de plante originare din Alpi se găsesc aici. Cea mai bună perioadă din an pentru a vizita grădinile de la Belvedere este primăvara sau la începutul verii, deoarece atunci înfloresc marea majoritate a plantelor ce se găsesc aici.
Accesul în parc este gratuit.

## Numismatică
Palatul Belvedere este reprezentat pe moneda austriacă de 20 de cenți.